# Cité El Khadra
Pour les articles homonymes, voir Khadra (homonymie).
La cité El Khadra (arabe : حي الخضراء) est un quartier de la périphérie de Tunis, la capitale de la Tunisie.
Située au nord du lac de Tunis, elle est l'une des premières cités populaires construites en Tunisie après l'indépendance en 1956 pour reloger les populations des bidonvilles. Très peu densément peuplée à l'origine, elle est fondée par le premier président du pays, Habib Bourguiba.
Le ministère de l'Agriculture, des Ressources hydrauliques et de la Pêche, Union tunisienne de l'agriculture et de la pêche et l'Union tunisienne de l'industrie, du commerce et de l'artisanat y possèdent leurs sièges.